# Làng Hanok Bukchon
Làng Hanok ở Bukchon là một làng nghề truyền thống Hàn Quốc có lịch sử lâu đời nằm giữa Cung điện Gyeongbok, cung điện Changdeok và miếu thờ Thần đạo Jongmio. Làng nghề truyền thống bao gồm rất nhiều con hẻm, các ngôi nhà hanok  được bảo tồn nguyên vẹn trong đô thị 600 tuổi. Ngày nay, nó được sử dụng như một trung tâm văn hóa truyền thống, cho phép du khách trải nghiệm khung cảnh giống như dưới của triều đại Joseon.

## Lịch sử
Khu vực của làng Hanok ở Bukchon bao gồm các khu phố: Wonseo-dong, Jae-dong, Gye-dong, Gahoe-dong và Insa-dong, là các khu dân cư truyền thống của các quan chức triều đình cấp cao và giới quý tộc trong triều đại Joseon. Nó nằm ở phía bắc của Cheonggyecheon và Jongno, do đó có tên là Bukchon, có nghĩa là ngôi làng ở phía bắc.

## Du lịch
Một cuộc thăm dò đối với gần 2.000 du khách nước ngoài do chính quyền thủ đô Seoul thực hiện trong tháng 11 năm 2011, hầu hết đều nói rằng, khám phá những con phố chật hẹp của Bukchon là hoạt động yêu thích thứ tư của họ tại Seoul.
Theo số liệu của Trung tâm Văn hóa truyền thống Bukchon, 30.000 người đã ghé thăm khu vực vào năm 2007. Tuy nhiên, sau khi ngôi làng xuất hiện trong những chương trình truyền hình, chẳng hạn như 2 Days & 1 Night và Personal Taste, số lượng đã tăng lên 318.000 người vào năm 2010. Trong năm 2012 con số dự kiến sẽ tăng gấp đôi, lên hơn 600.000 người.

## Hình ảnh

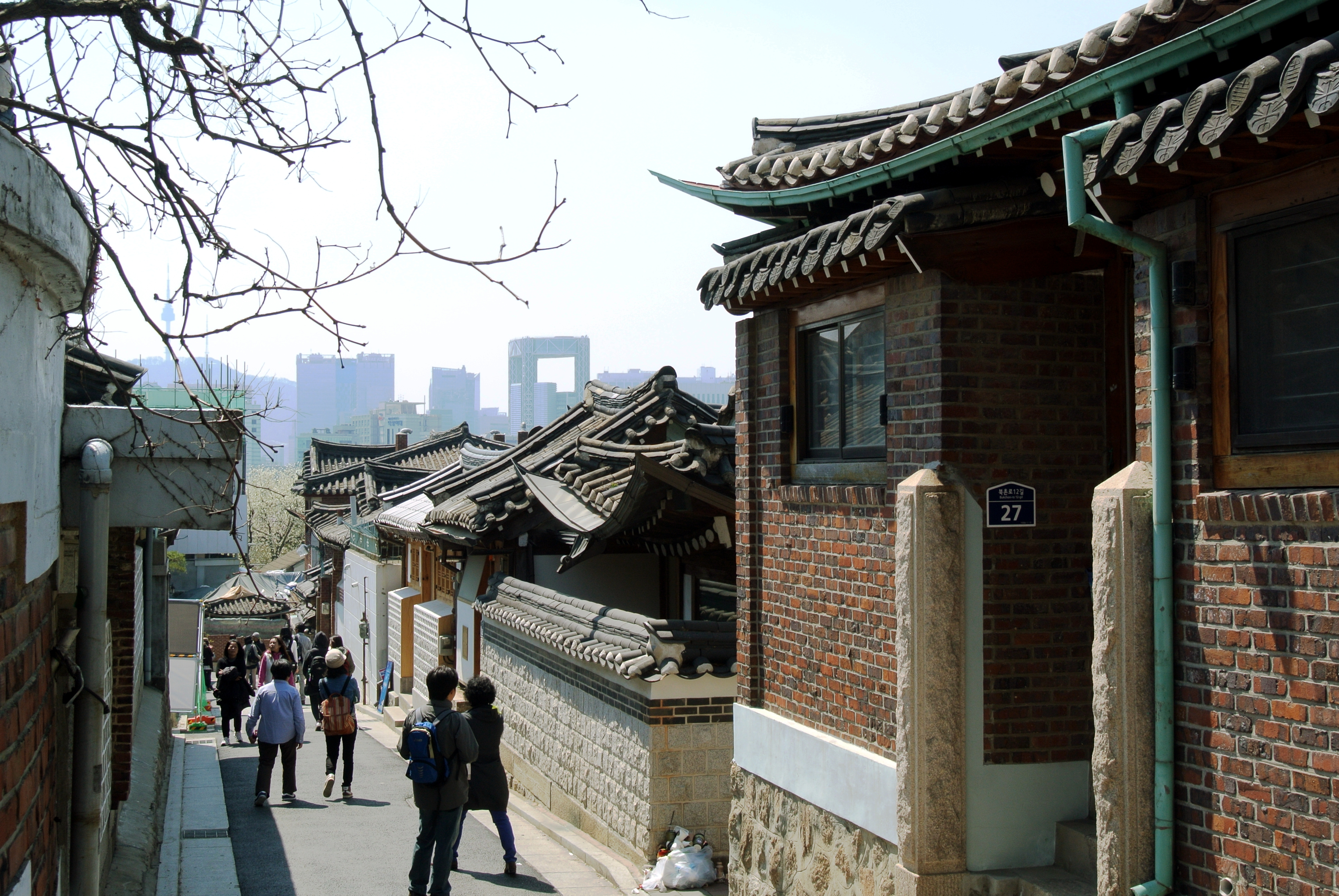
Làng Hanok ở Bukchon giữa những kiến trúc hiện đại
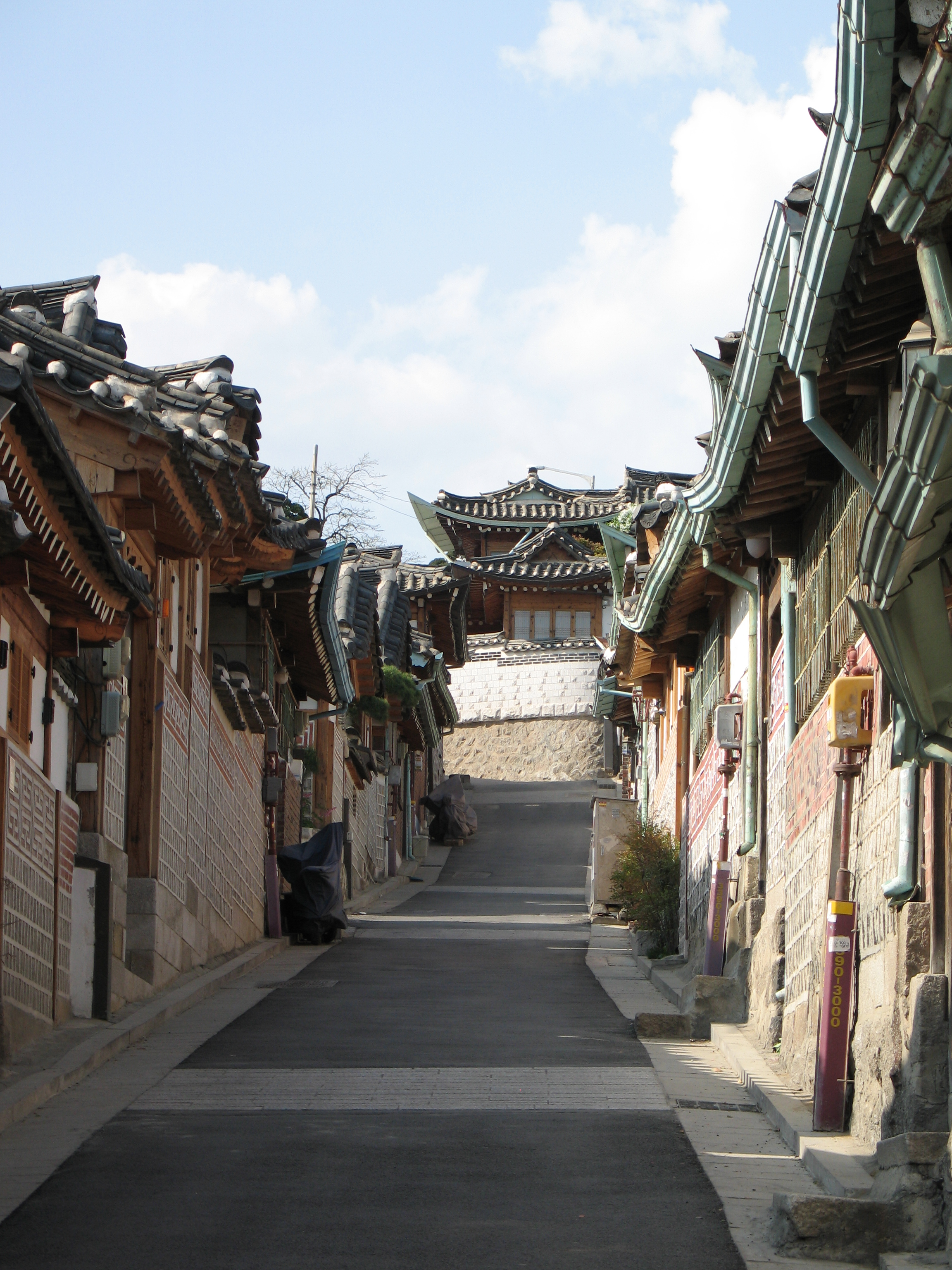
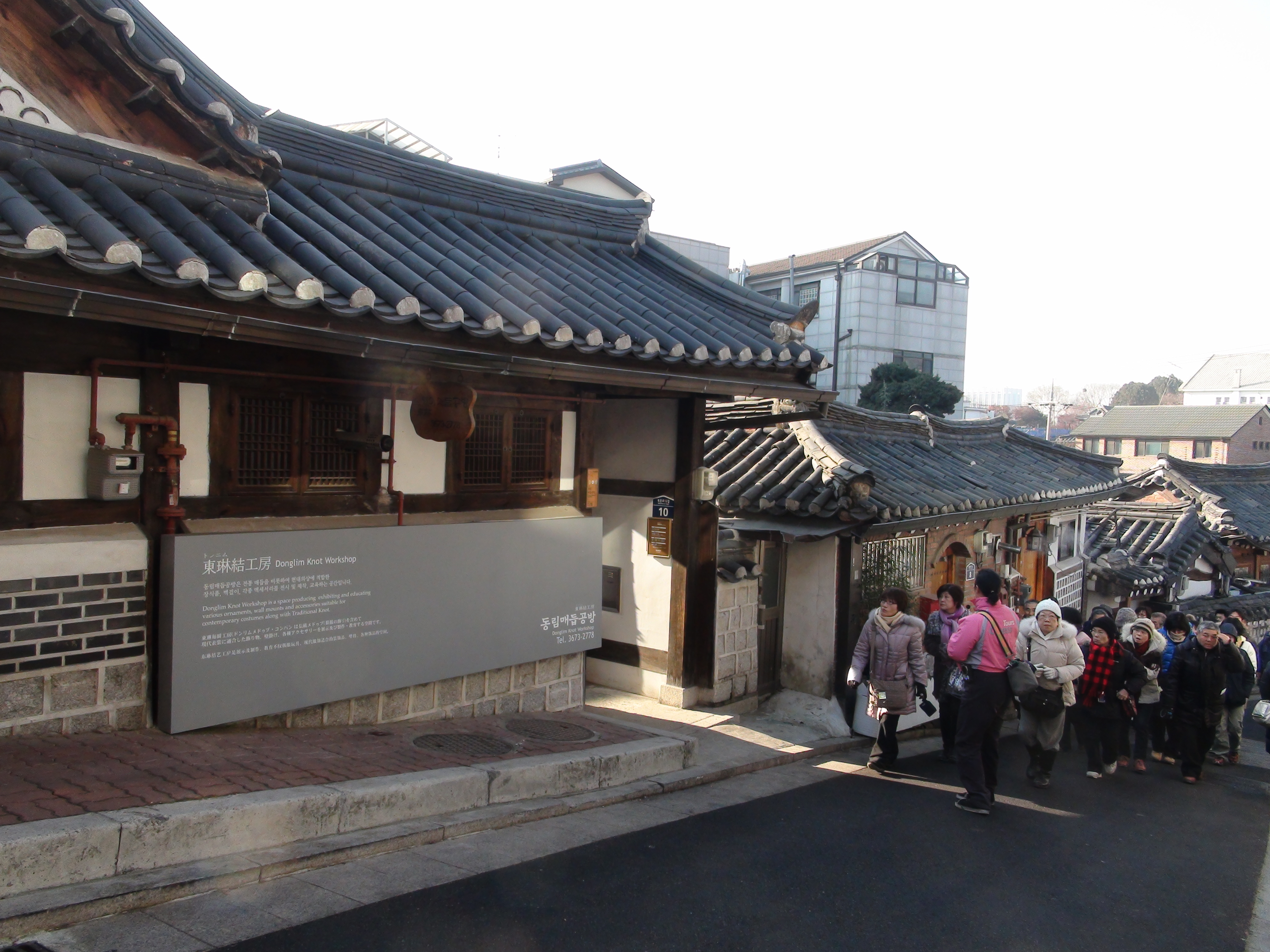
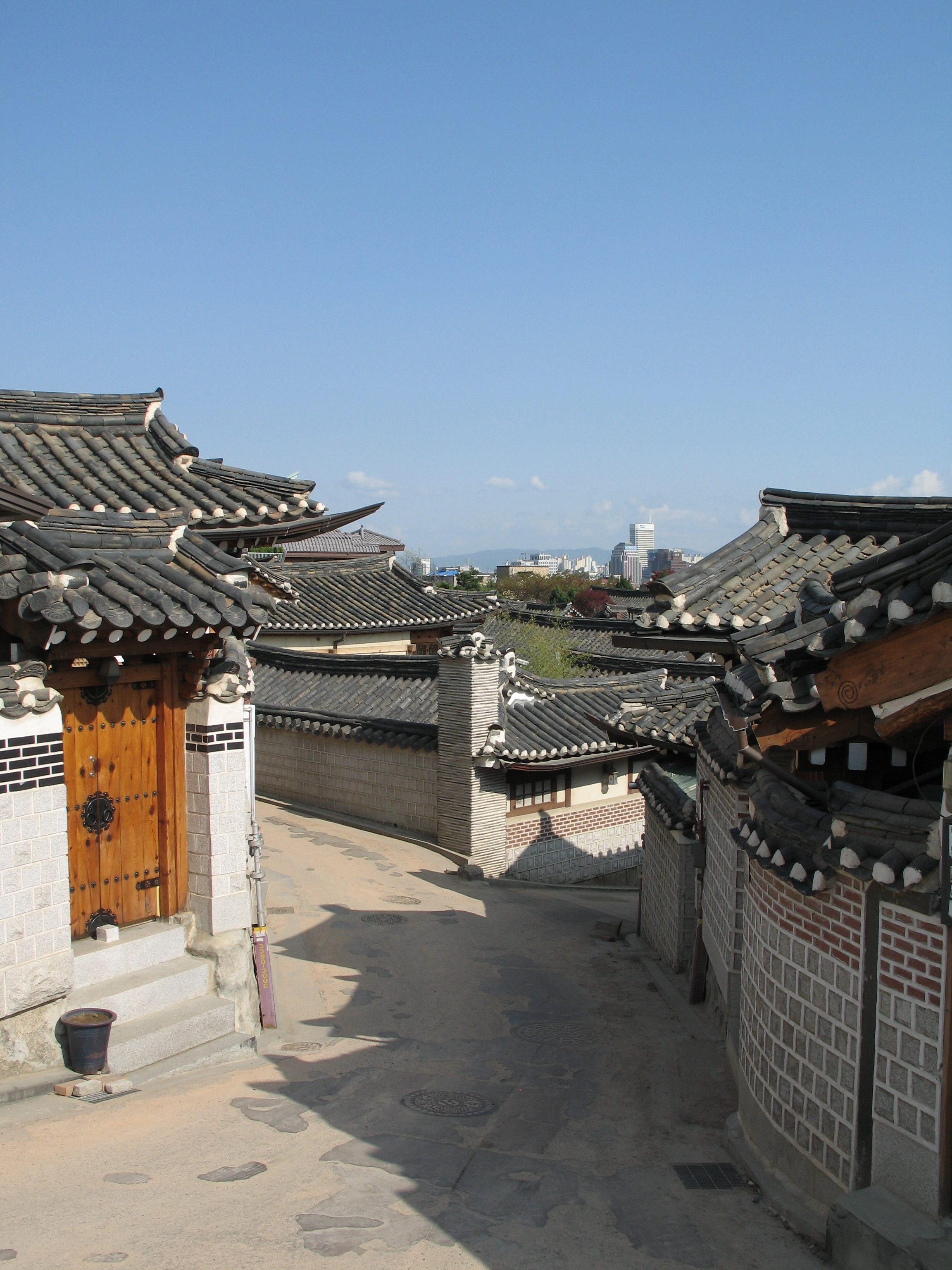
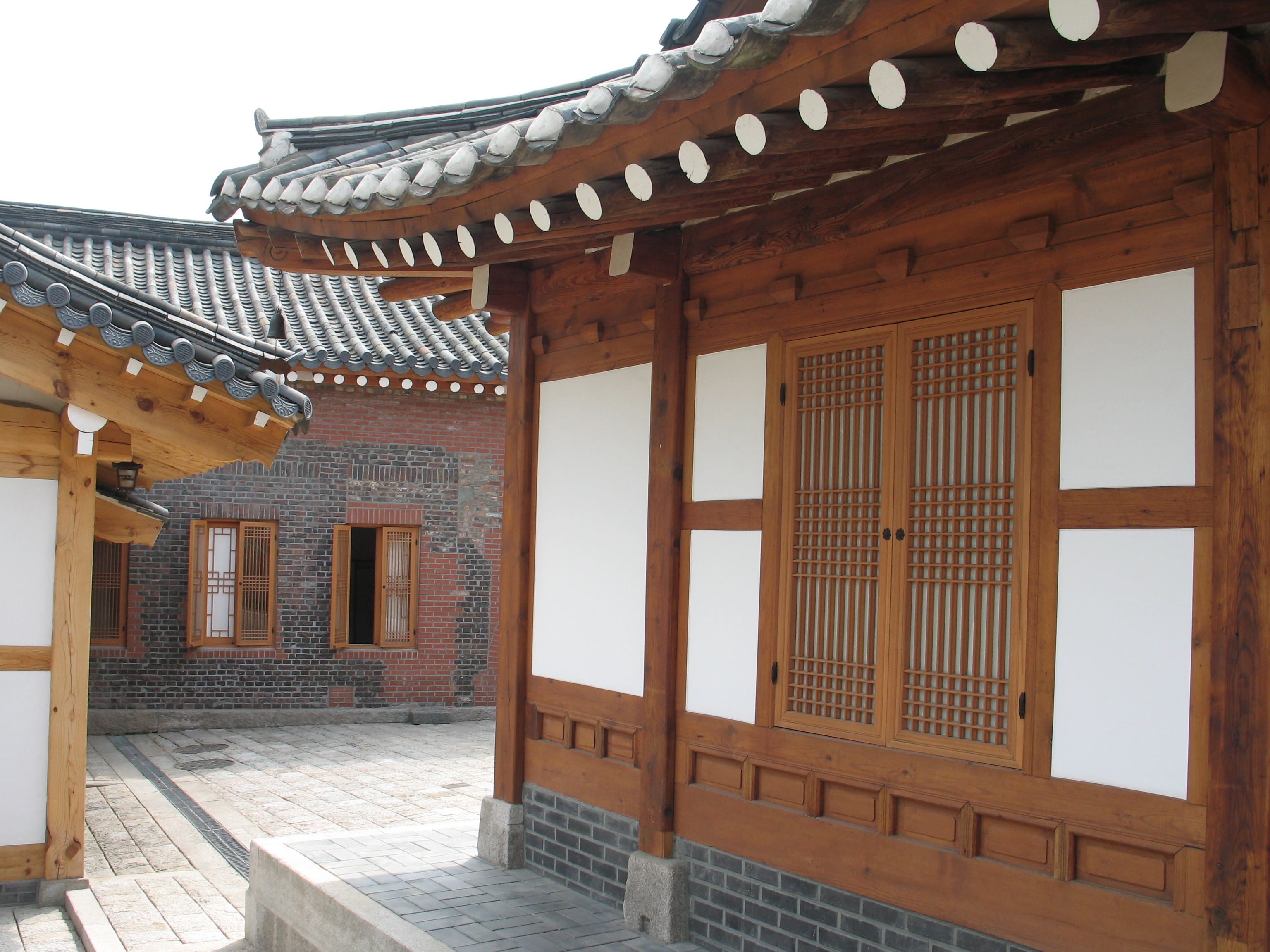
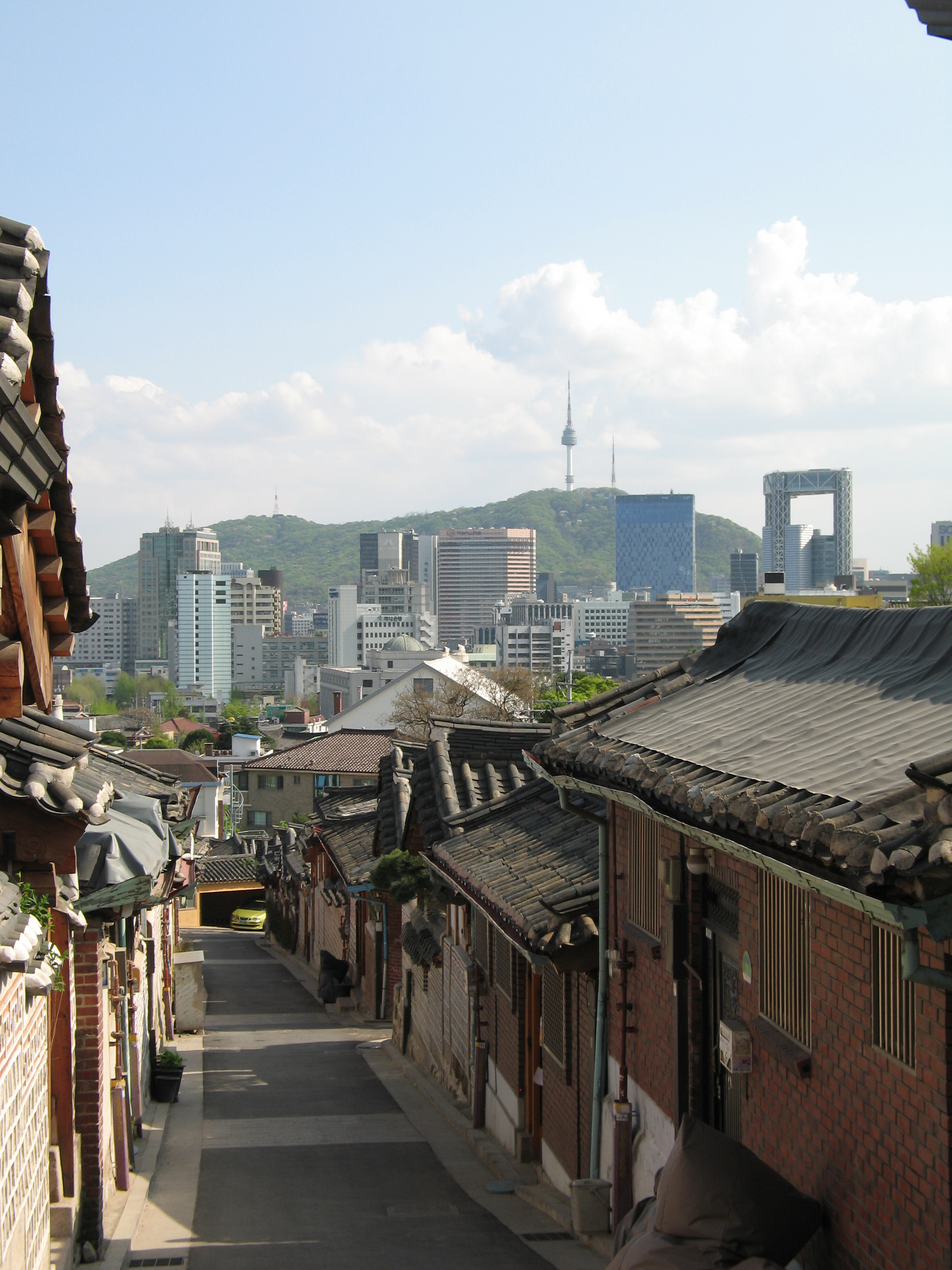
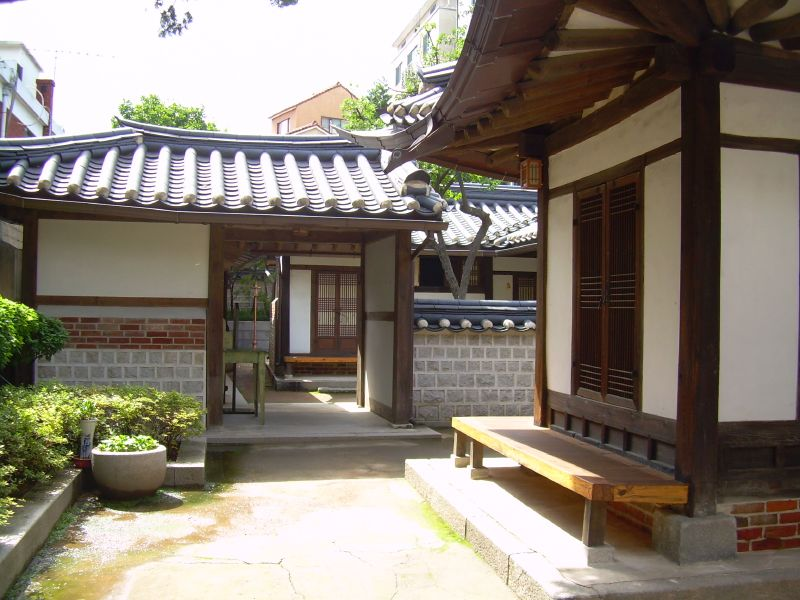
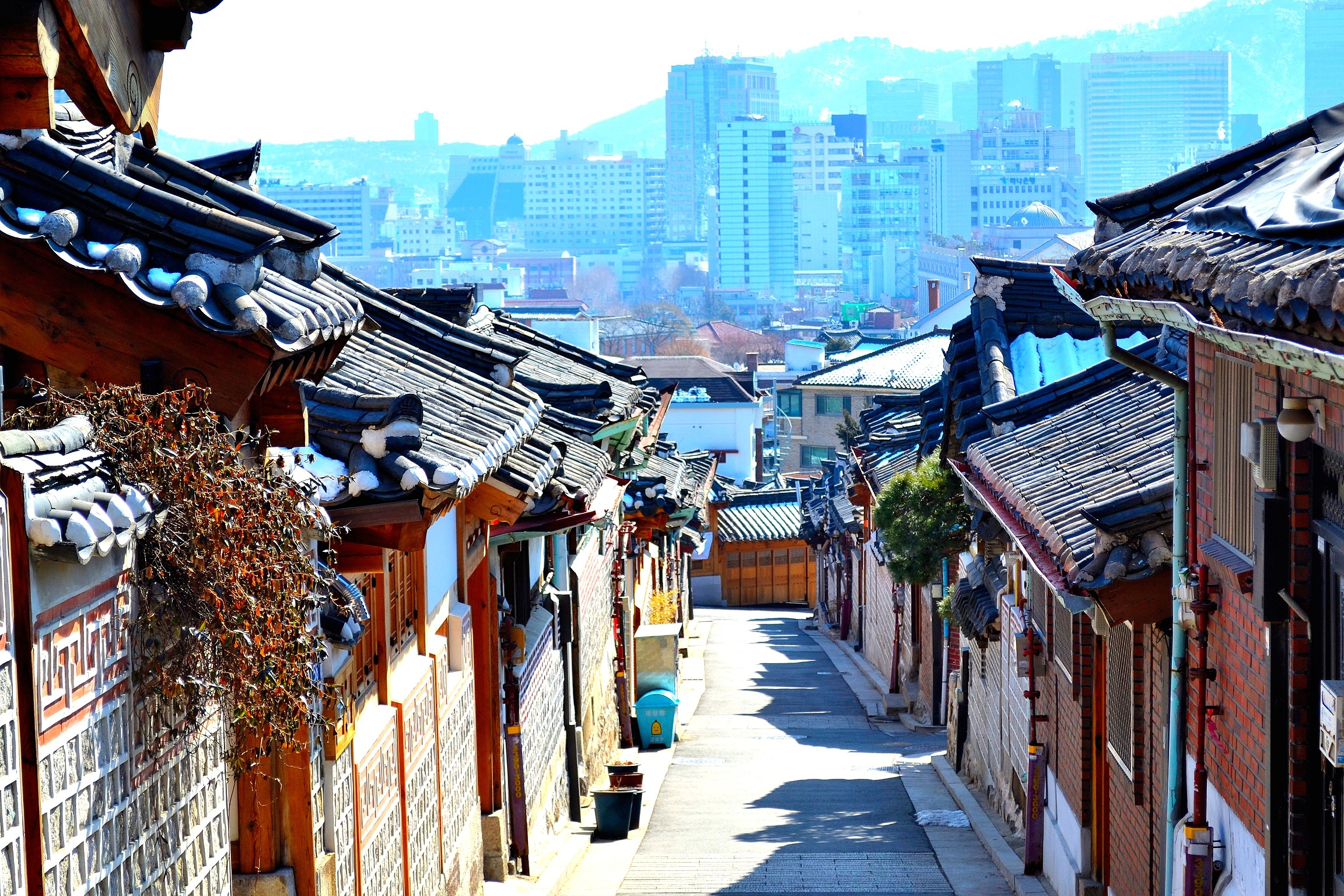